# Deutsche Volleyball-Bundesliga 1977/78 (Frauen)
Die Saison 1977/78 der Volleyball-Bundesliga war die zweite Ausgabe dieses Wettbewerbs. Der 1. VC Schwerte wurde zum ersten Mal Deutscher Meister.

## Mannschaften
In dieser Saison spielten folgende acht Mannschaften in der ersten Liga:
- DJK Westen Berlin
- 1. VC Hannover
- USC Münster
- ESV Neuaubing
- TG Rüsselsheim
- 1. VC Schwerte
- TV Wetzlar
- 1. VC Wiesbaden

Als Titelverteidiger trat der USC Münster an. Aufsteiger waren der DJK Westen Berlin und die TG Rüsselsheim.
Deutscher Meister wurde der 1. VC Schwerte. Absteiger waren der DJK Westen Berlin und der ESV Neuaubing.